# Tempel (boek)
Tempel is een techno-thriller van de Australische auteur Matthew Reilly.

## Het verhaal
Diep in de Peruviaanse jungle is sinds vier eeuwen een Incabeeld verborgen. De Amerikaanse regering is naarstig op zoek naar dit beeld omdat het is gemaakt van een buitenaards materiaal dat met een meteorietinslag op aarde terecht is gekomen. Het materiaal schijnt een vernietigende kracht te bezitten die vele malen groter is dan een atoombom. Degene die het beeld bezit, beheerst de gehele wereld.
De wetenschapper William Race krijgt van de Amerikaanse strijdkrachten de taak een oud Incaschrift te vertalen om de exacte locatie van het beeld te achterhalen.
De Amerikanen zijn echter niet de enigen die jacht maken op het beeld. Ook een machtige organisatie van Neo-nazi's maakt jacht op het beeld. Ook komt er onverwachts weerstand van mythische wezens, 'rapa's', enorme jaguars, die alleen bij het vallen van de duister van de nacht actief zijn. In de jungle van Peru komen zij lijnrecht tegenover elkaar te staan en vindt een bloedige strijd plaats.

## Personages
- William Race, werkzaam bij DARPA
- Frank Nash, Amerikaans militair
- Doogie Kennedy, Amerikaans militair
- Van Lewen, Amerikaanse militair, lijfwacht van Race
- Renco, Incaprins
- Alberto Luis Santiago, Spaans missionaris